# Arkham
Arkham (/ˈɑːrkəm/) är en påhittad stad i Massachusetts i USA som ofta förekommer i H. P. Lovecrafts skräckberättelser. Staden förekom för första gången i The Picture in the House (1920). Enligt Lovecraft själv var staden en fiktiv version av Salem i Massachusetts.
Lovecraft diktade ihop staden för att låta den bli en plats där många av hans berättelser utspelar sig. Staden har även använts flitigt i berättelser av efterföljande författare inom Cthulhu-mytologin. 

## Arkham i Lovecrafts verk
Staden förekommer i The Picture in the House (1920), Herbert West - Reanimator (1921-22), The Unnamable (1923), The Colour out of Space (1927), The Dunwich Horror (1928), The Shadow over Innsmouth (1931), The Dreams in the Witch House (1932),  Through the Gates of the Silver Key (1932-33), The Thing on the Doorstep (1933) och Skuggan ur tiden (The Shadow out of Time) (1934-35).

## Om staden

### Historia
Arkham grundades 1692 och införlivades med USA 1699. Textilindustrin är stadens största inkomstkälla men i slutet av 1900-talet liknar staden mer en förort till Boston. Arkham är hemstad för Miskatonic University som även det figurerar påfallande ofta i Lovecrafts verk, till exempel finansierar universitetet expeditionerna i både "Vansinnets berg" (1936) och "Skuggan ur tiden" (1936). Walter Gilman i "Drömmarna i Häxhuset" (1933) deltar i föreläsningar på universitetet. Andra institutioner som finns i Arkham är Arkham Historical Society (Arkhams historieförening) och Arkham Sanitarium (Arkhams mentalsjukhus).
Stadens lokaltidning är The Advertiser vars upplaga även sträcker sig till Dunwich. Under 1880-talet hette tidningen Arkham Gazette.

### Geografi
Exakt var Arkham ligger någonstans framgår inte i berättelserna, men staden verkar vara belägen norr om Boston, förmodligen i Essex County, Massachusetts, USA. Författaren själv placerade staden "norr om Salem − kanske i närheten av Manchester".

## Arkham i spel och musik
Rollspelet Call of Cthulhu använder staden som kampanjvärld. Enligt rollspelet Call of Cthulhu ligger Arkham 8 km norr om Salem och 32 km norr om Boston.  Det finns ett brädspel som heter Arkham horror som utspelar sig i Cthulhu-mytologins Arkham, främst inspirerat av rollspelet.
Freddie Wadlings band Cortex har en låt som heter Arkham på sin skiva You can't kill the boogeyman (1986). Freddie Wadling var ett uttalat fan av HP Lovecraft.

### Fotnoter
1. 1 2 3 4 5  Joshi och Schultz (2001) s. 6-7